# あま市立甚目寺小学校
あま市立甚目寺小学校（あましりつじもくじしょうがっこう）とは、愛知県あま市にある公立小学校である。

## 概要

### 校歌
- 作詞：山田時治[1]
- 作曲：不明

校歌は創立当時のものが現在も使われているが、旧甚目寺町の人口に合わせ「住まえる人の数○○人」の歌詞は変化している。当初の詞は「五千」で歌われていたが、人口増加に伴い「八千」「九千」「一万」「二万」「三万」と変化している。現在の甚目寺町域の人口は約41,500人であり、あま市になった今も「四万」に歌詞を変えて歌われている。

## 沿革

### 年表
- 1872年（明治5年） - 甚目寺義校を設置。
- 1887年（明治20年） - 尋常小学甚目寺学校と改称。
- 1907年（明治40年） - 元甚目寺尋常小学校、元萱津尋常小学校を廃し甚目寺尋常小学校を設置。
- 1909年（明治42年） - 高等科を併置、甚目寺尋常高等小学校と改称。
- 1925年（大正14年） - 上條尋常小学校、石作尋常小学校が廃校となり甚目寺尋常小学校と合併。
- 1932年（昭和7年） - 町制施行、甚目寺町立甚目寺尋常高等小学校となる。
- 1941年（昭和16年） - 甚目寺国民小学校と改称。
- 1947年（昭和22年） - 甚目寺町立甚目寺小学校と改称。
- 1966年（昭和41年） - 鉄筋3階建校舎新築。
- 1970年（昭和45年） - 鉄筋校舎増築。
- 1972年（昭和47年） - 児童数が2100人を超える。
- 1973年（昭和48年） - 甚目寺南小学校を新設。
- 1975年（昭和50年） - プール竣工。
- 1976年（昭和51年） - 甚目寺東小学校を新設。
- 1978年（昭和53年） - 体育館竣工。
- 1980年（昭和55年） - 甚目寺西小学校を新設。
- 1998年（平成10年） - 北館2階にコンピュータ教室を設置。
- 2010年（平成22年） - あま市誕生に伴い、あま市立甚目寺小学校と改称。

### 児童数の変遷
『愛知県小中学校誌』（2018年）によると、児童数の変遷は以下の通りである。
| 1947年（昭和22年） | 1156人 |  |
| 1957年（昭和32年） | 1479人 |  |
| 1967年（昭和42年） | 1335人 |  |
| 1977年（昭和52年） | 1401人 |  |
| 1987年（昭和62年） | 868人  |  |
| 1997年（平成9年）  | 722人  |  |
| 2007年（平成19年） | 700人  |  |
| 2017年（平成29年） | 653人  |  |

## 教育目標
「善く生きる子」の育成を目標とし、知・徳・体の調和のとれた人間形成を図るとともに、公共の精神を尊び活力に満ちた心身ともに健やかな児童の育成を図る。
- 自ら学び、自ら考え、主体的に行動する子。（真理）
- 自らを律し、心豊かに生活する子。（友愛、奉仕、感謝）
- 心身を鍛え、たくましく生きる子。（健康）

## 児童数
| 学年     | 男子 | 女子 | 学級数 | 合計 |
| -------- | ---- | ---- | ------ | ---- |
| 1年      | 39   | 41   | 3      | 80   |
| 2年      | 51   | 48   | 3      | 99   |
| 3年      | 40   | 41   | 3      | 81   |
| 4年      | 45   | 36   | 3      | 81   |
| 5年      | 57   | 49   | 3      | 106  |
| 6年      | 37   | 49   | 2      | 86   |
| 特別支援 | 22   | 6    | 5      | 28   |
| 合計     | 268  | 264  | 22     | 532  |

 （2023年12月4日現在）

## 通学区域
旧甚目寺町の中部地区。 
甚目寺
- 流、市場、沖田、桑丸、郷中、郷前、権現、山王、須原、八尻、飛殿、松山、上沖田、西大門、東大門、東門前、茶之木田、稲荷、乾出、郷浦、桜田、寺西、山之浦（ただし、稲荷、乾出、郷浦、桜田、寺西、山之浦については鉄道軌道敷地により南側区域とする。）

新居屋
- 榎坪、高島、八島、江上田、烏帽子、上権現、小舟戸、新田、茶屋、上古川（ただし、新田、茶屋、上古川については鉄道軌道敷地により南側区域とする。）

## 進学先中学校
- あま市立甚目寺中学校
- あま市立甚目寺南中学校

## 周辺
- 甚目寺観音
- 愛知県道124号西条清須線
- 名鉄津島線 甚目寺駅
- ヨシヅヤ甚目寺店

## 交通アクセス
- 名鉄津島線「甚目寺駅」から西に約5分